# Konstantin Makovski
Constantin Iegorovici Makovski (rusă Константин Егорович Маковский; n. 20 iunie/2 iulie 1839, Moscova, Imperiul Rus – d. 17/30 septembrie 1915, Petrograd, Imperiul Rus) a fost un pictor rus, care a fost membru al grupei Передвижник (Hoinarul) care făcea parte din mișcarea artistică, romantică. El a fost fratele pictorului Vladimir Makovski — a nu se confunda cu poetul Vladimir Maiakovski.

## Date biografice
Konstantin este fiul lui Iegor Makovski, care a întemeiat Școala Superioară de Pictură și Artă din Moscova. În anul 1857 își termină studiile făcute la Academia de Artă din Petersburg, unde talentul devenise deja recunoscut. Primul sa pictură istorică a fost Agenții, pictură care prezintă uciderea lui Boris Godunov, această operă a lui a fost distinsă în 1862 cu medalia de aur. Konstantin era un maestru al portretelor, picturile lui prezintă scene din viața cotidiană a oamenilor simpli. Una din picturile sale monumentale renumite este realizată de el în 1869, ea prezintă fortăreața amiralității din St.-Petersburg. În continuare el pictează scene cu motive istorice din Rusia, evenimente petrecute în secolele XVI și XVII.

## Opere

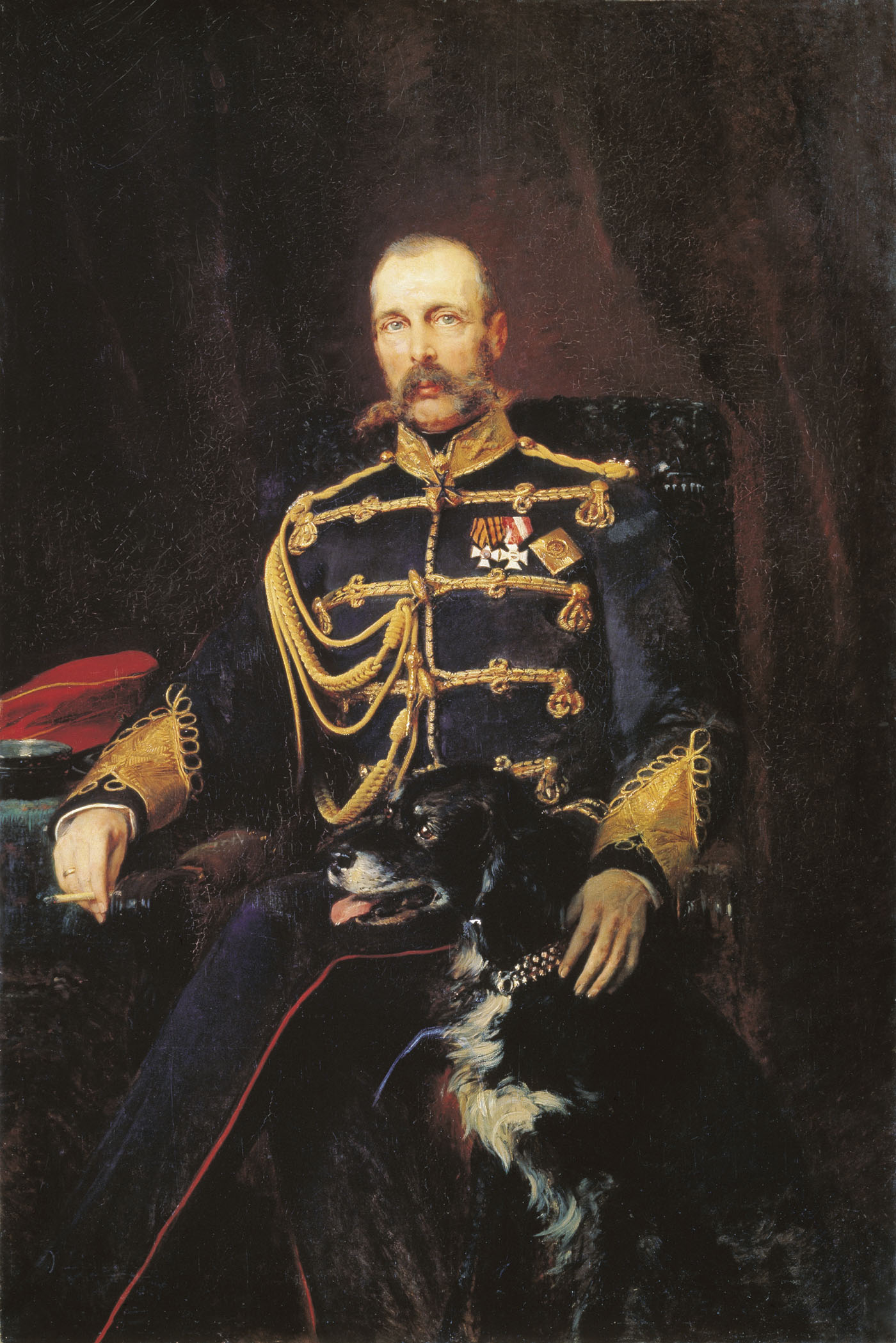
Ţarul Alexandru al II-lea al Rusiei
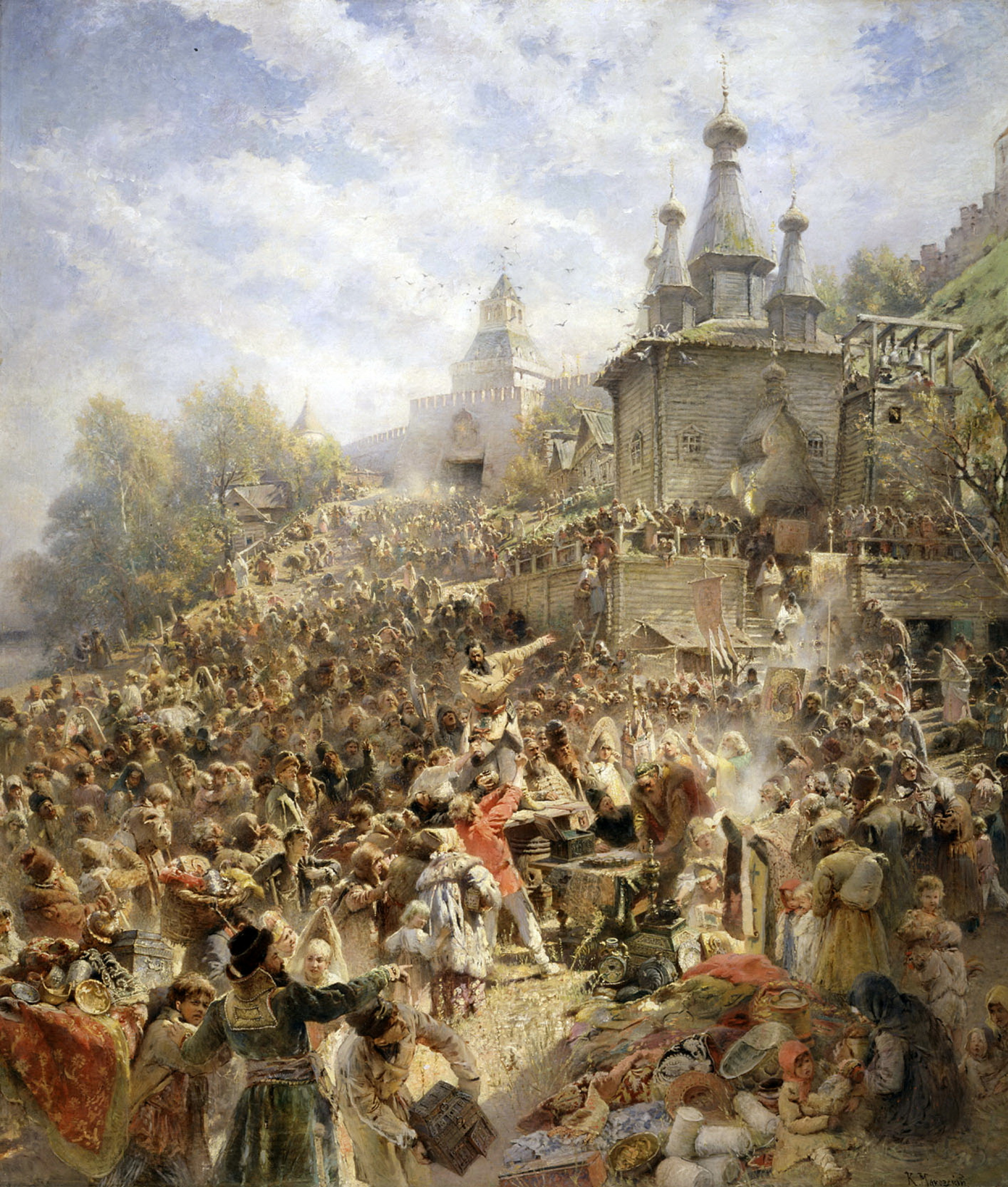
Proclamarea  lui Kuzma Minin
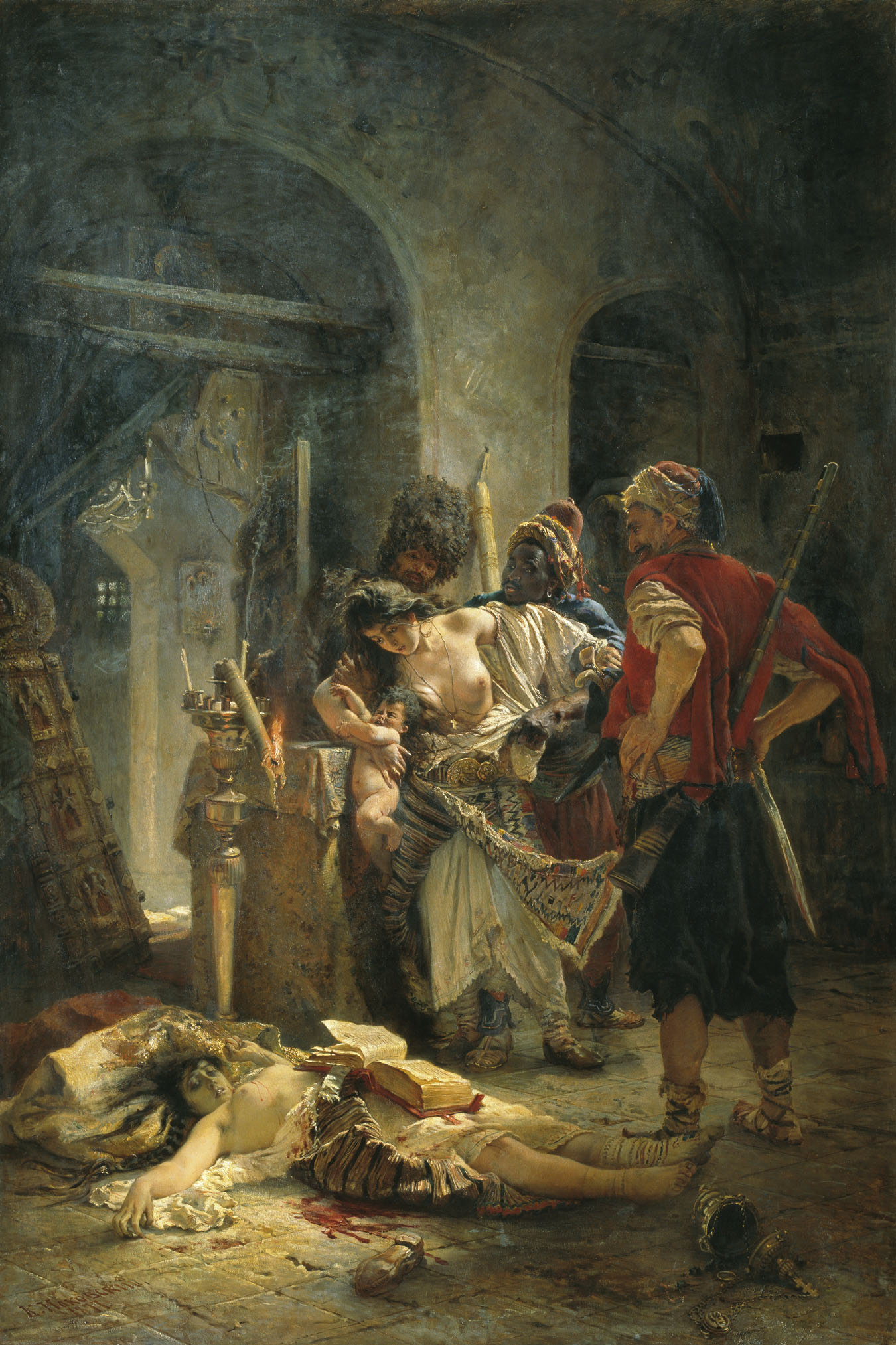
Martiriul bulgarilor
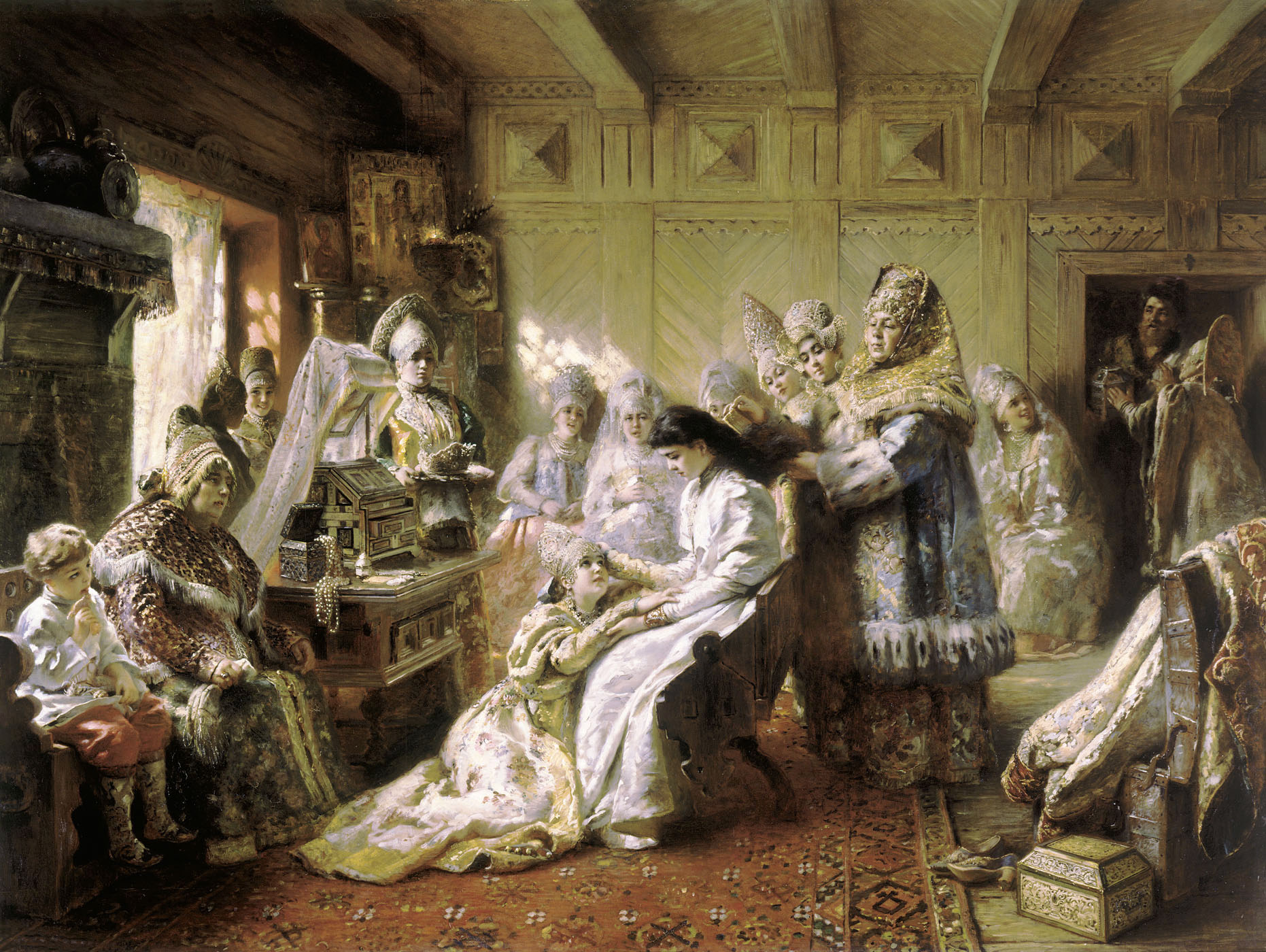
Pregătiri de nuntă
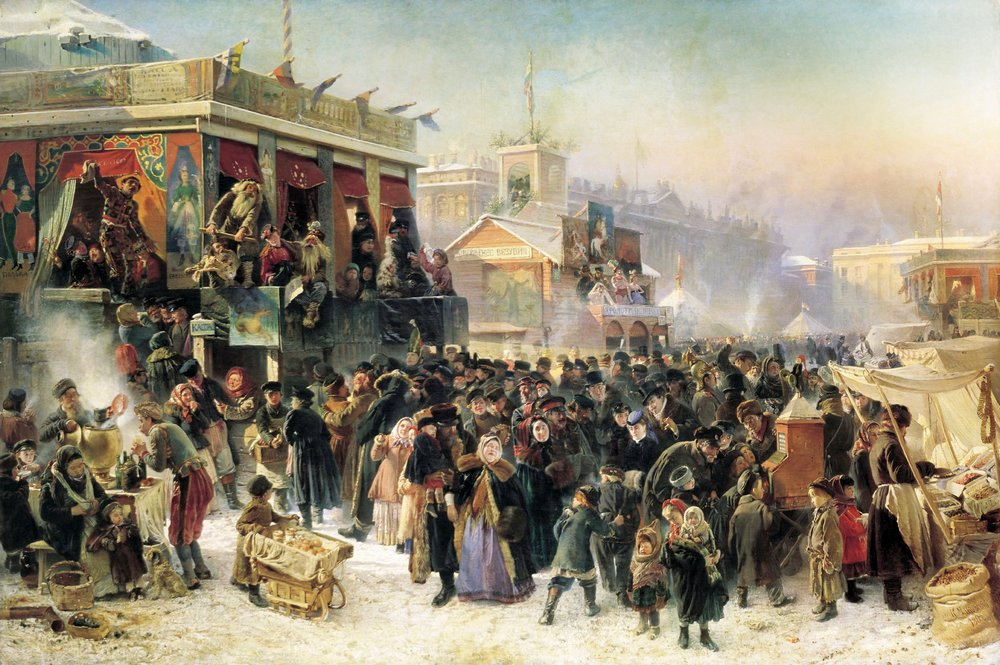
Masleniţa-Cetatea din St.-Petersburg
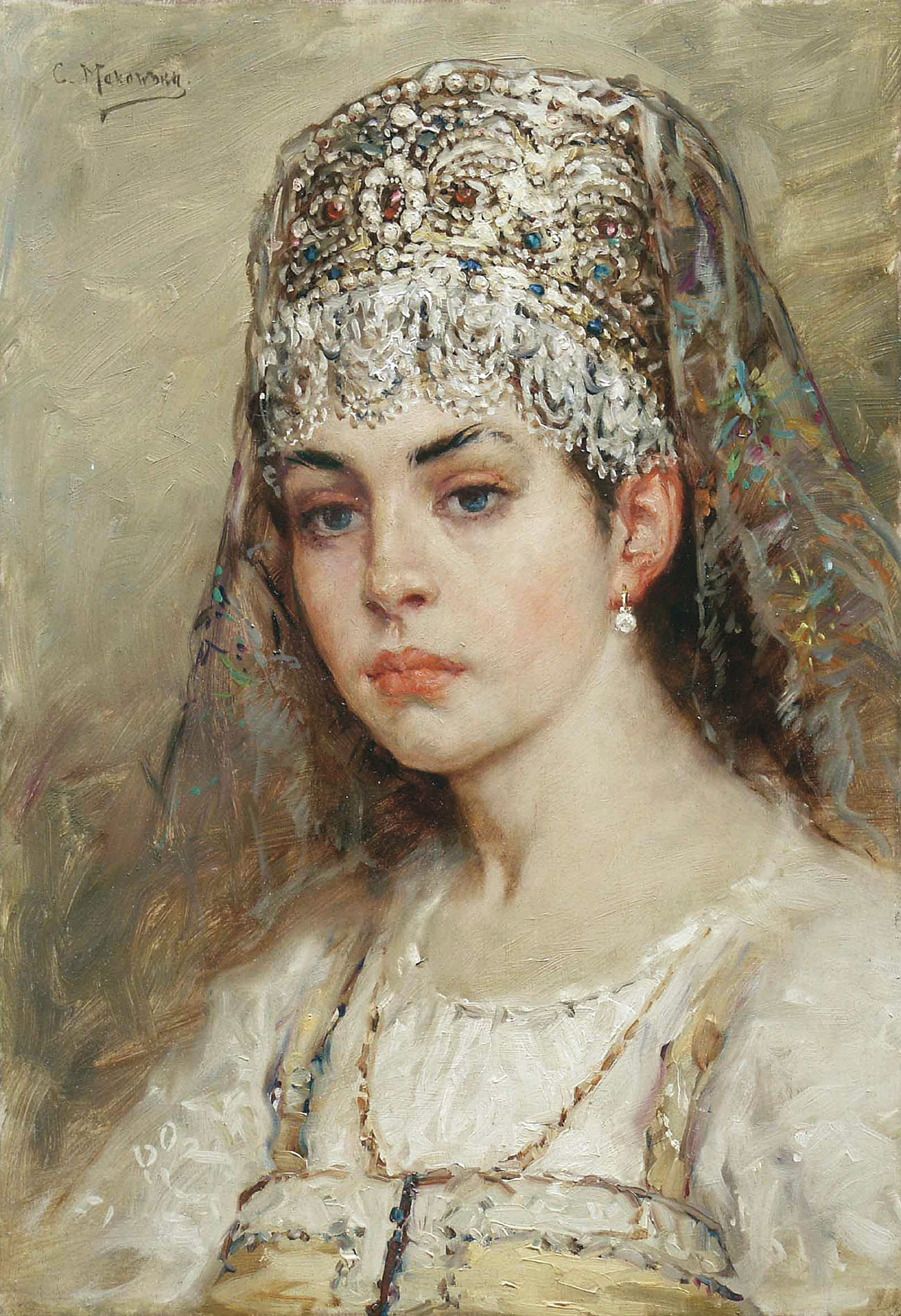
Fata boierului
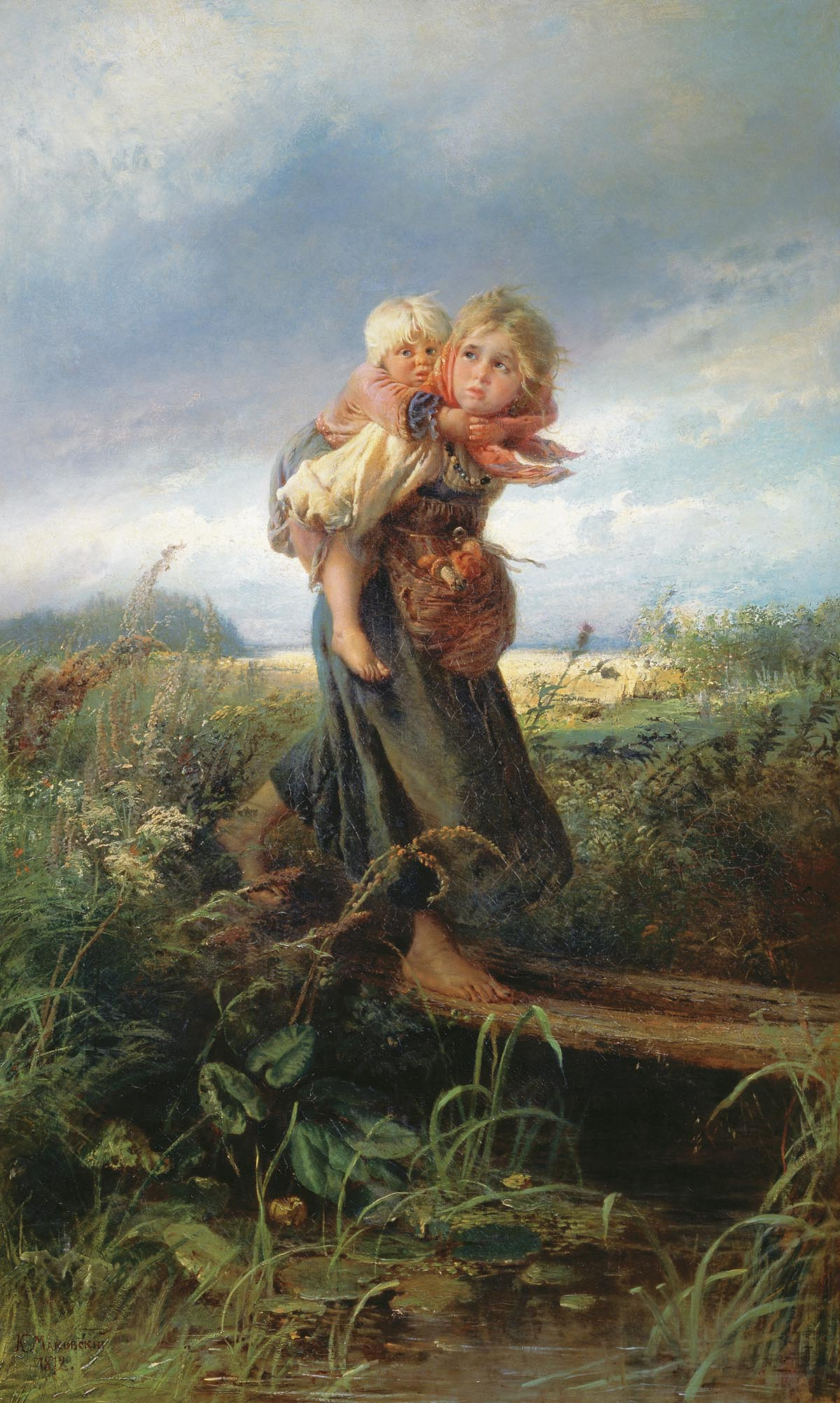
Copii ce fug din fața furtunii
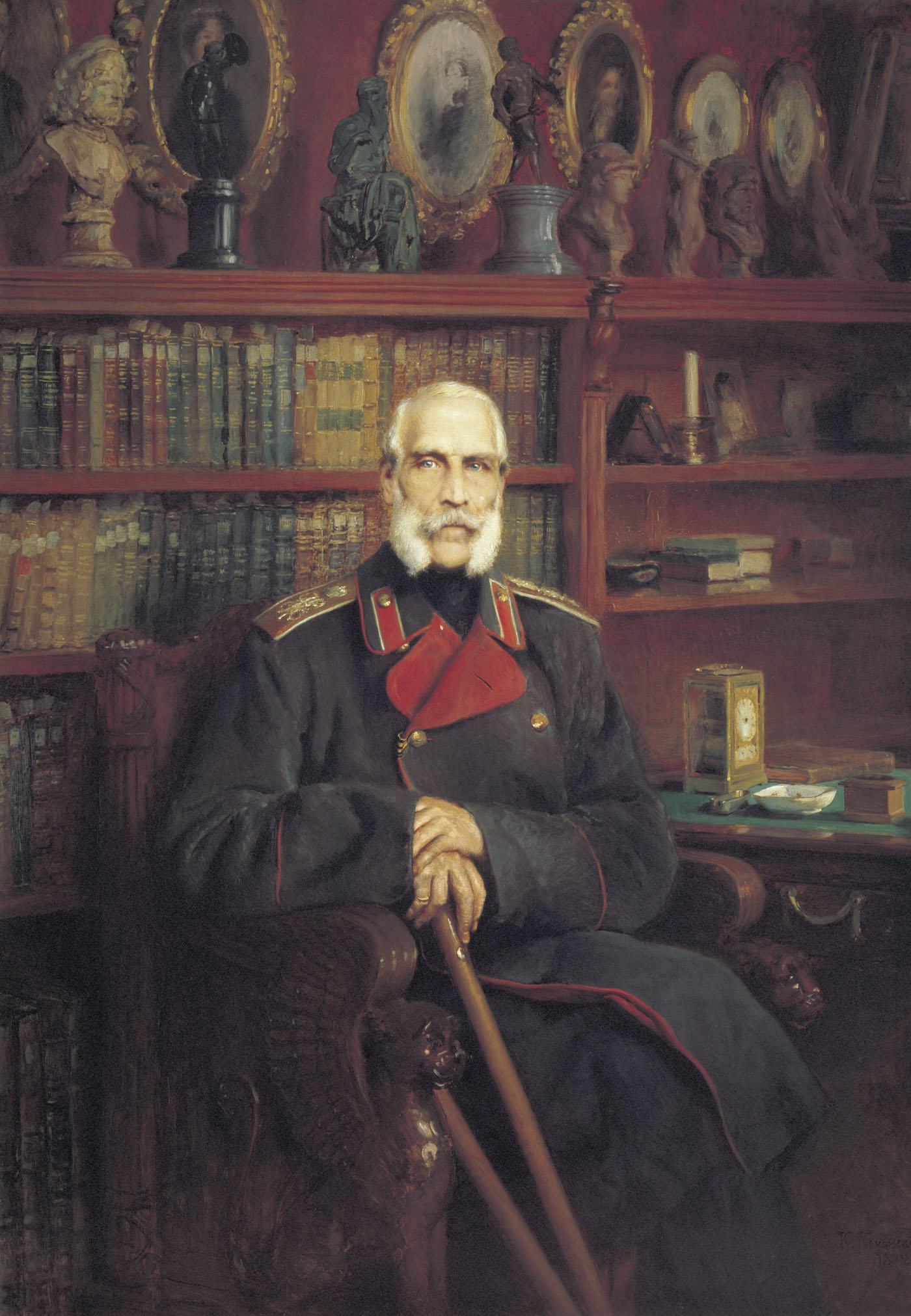
Contele Serghei Stroganov

## Legături externe
- ru Biography on site Hrono.ru
- ru Official site Arhivat în 5 octombrie 2006, la Wayback Machine.
- ru Biography on site gelos.ru Arhivat în 2 decembrie 2016, la Wayback Machine.
- ru Biography